# Patersonia argyrea
Patersonia argyrea là một loài thực vật có hoa trong họ Diên vĩ. Loài này được D.A.Cooke miêu tả khoa học đầu tiên năm 1984.